# Aretes de Cesarea
Arethes de Cesarea (en llatí Arethas en grec antic Άρέθας) (Patres, 860 - Cesarea de Capadòcia, 935) fou un sacerdot, teòleg i bibliògraf grec, que va ser arquebisbe de Cesarea a Capadòcia probablement a partir de l'any 901.
Va ser deixeble del bisbe Foci I de Constantinoble. Va escriure un comentari (epítom) sobre l'Apocalipsi, que va titular συλλογὴ ἐξηγήσεων ἐκ διαφόρων ἁγίων ανδρω̂ν εἰς τὴν ̓Ιωάννου του̂ ἀγαπημένου καὶ εὐαγγελιστου̂ ̓Αποκάλυψιν (Col·lecció d'explicacions sobre les discrepàncies dels homes purs, segons Joan el deixeble estimat i evangelista), un recull de treballs previs, sobretot d'Andreu de Cesarea, un antecessor seu en el bisbat, on combatia el Nicolaisme. També va escriure una obra sobre el patriarca Eutimi Sincel·le de Constantinoble que va morir el 911. L'Antologia palatina inclou alguns dels seus epigrames.